# 山岭麻黄
山岭麻黄（学名：Ephedra gerardiana）为麻黄科麻黄属下的一个种。